# Estação Ferroviária de Mira Sintra-Meleças

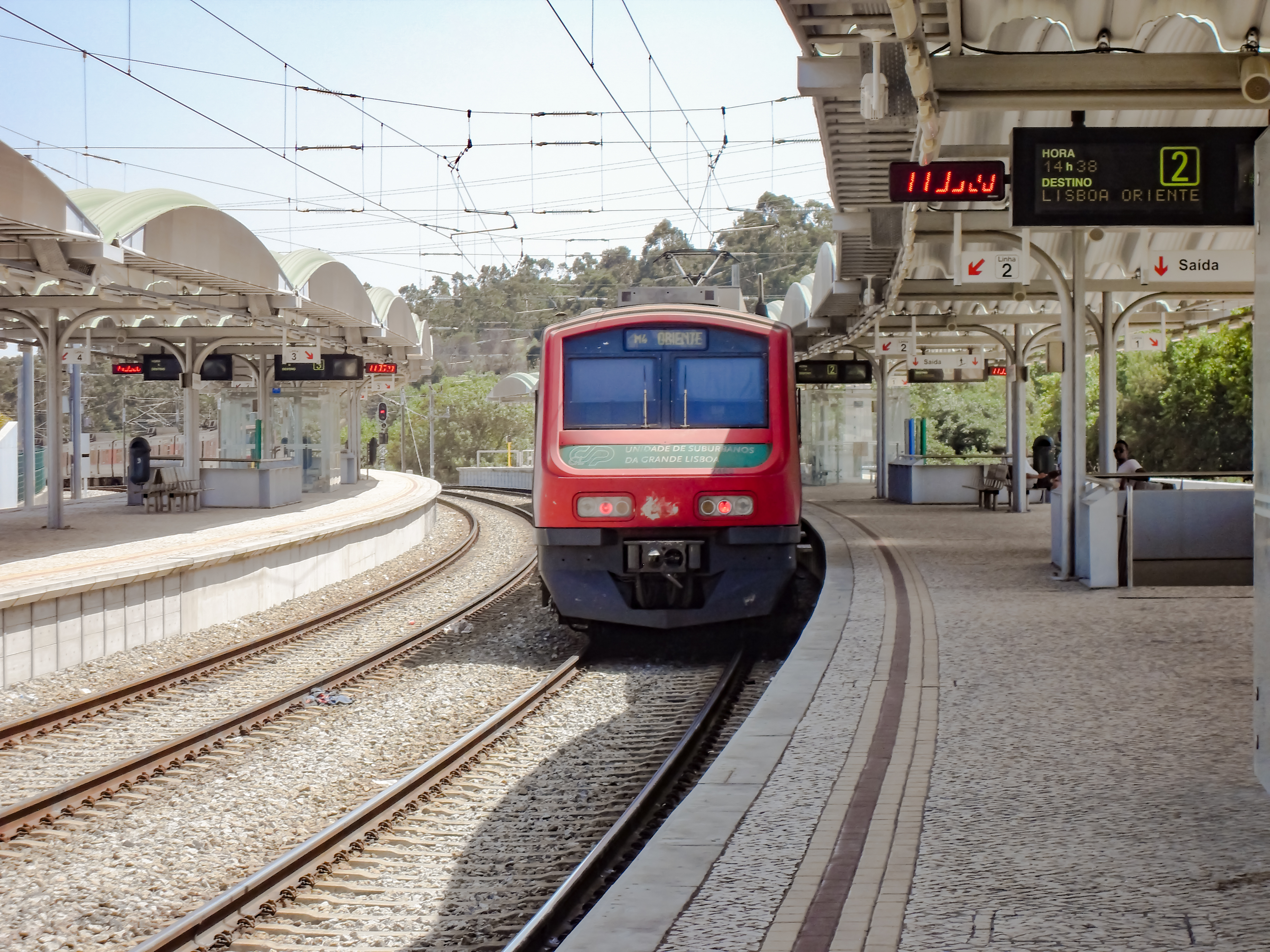
Comboio suburbano.

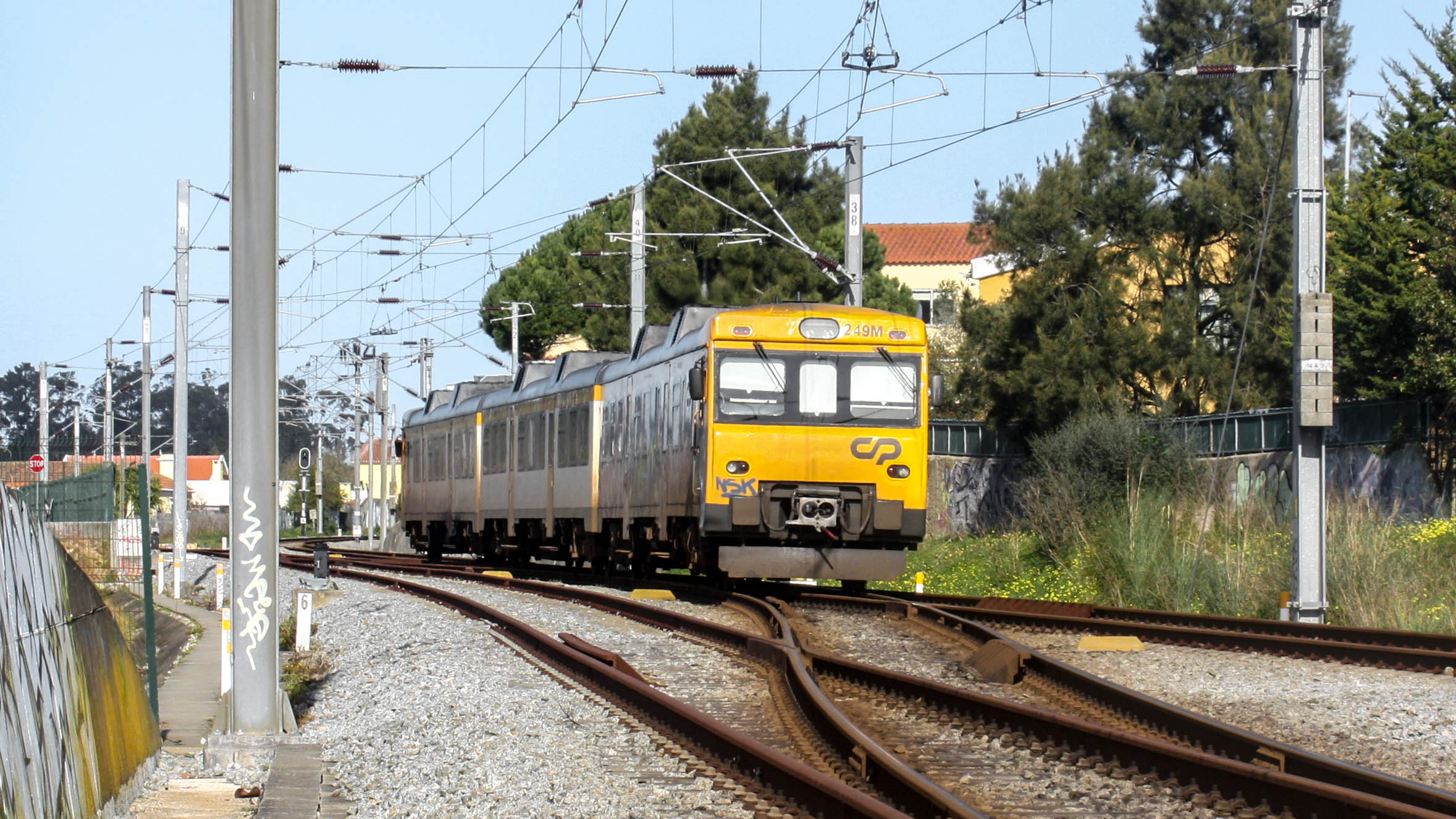
Comboio regional / inter-regional.

A Estação Ferroviária de Mira Sintra - Meleças, também conhecida como de Mira-Sintra - Meleças, de Mira Sintra-Meleças ou apenas de Mira Sintra ou de Mira-Sintra, é uma interface da Linha do Oeste, que se situa no município de Sintra, em Portugal.

## Descrição

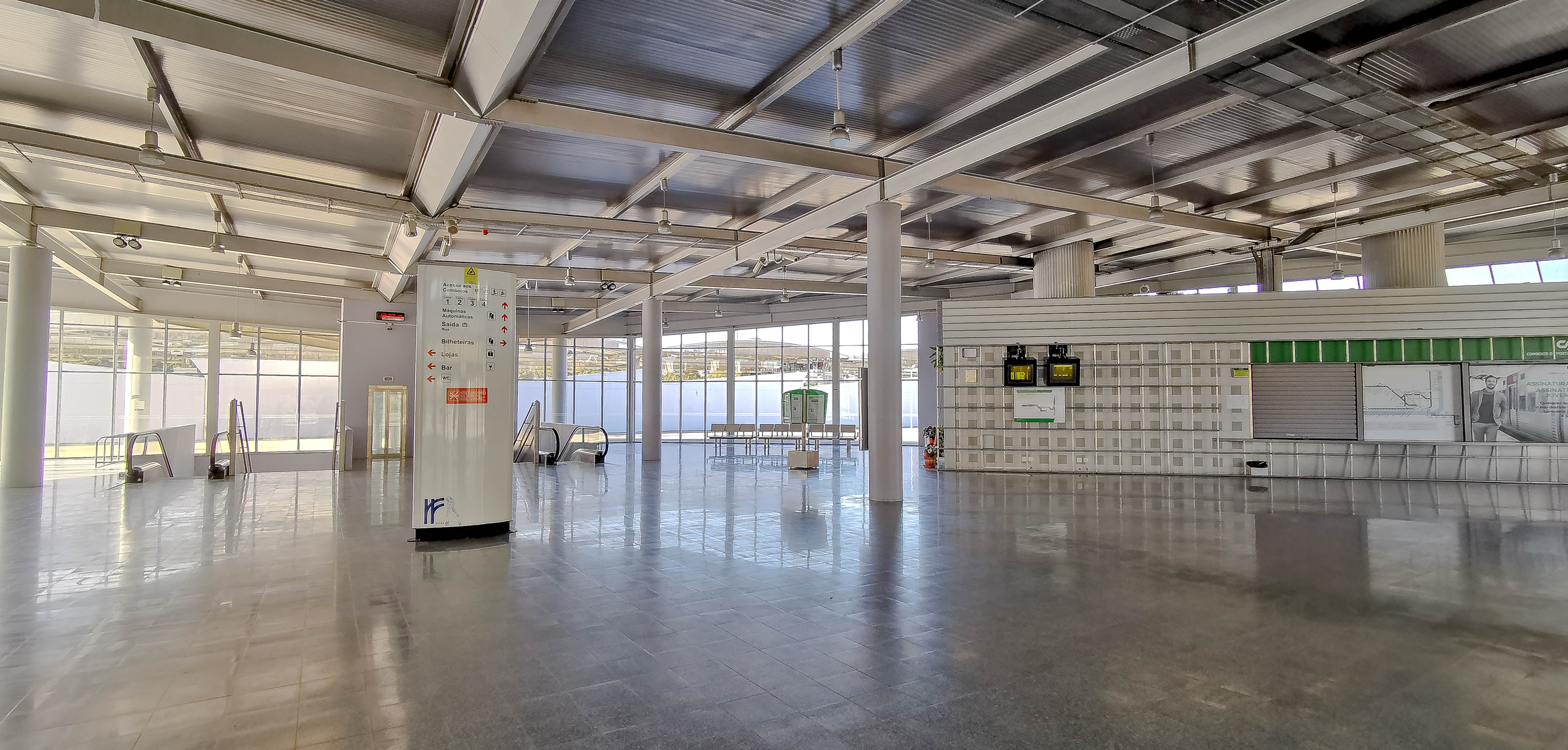
Átrio da estação, em 2020

### Localização e acessos
Esta estação situa-se junto à Avenida dos Carvalhos, na freguesia de Queluz e Belas, no município de Sintra, no local onde confluem quatro freguesias, servindo a estação simultaneamente a freguesia de Agualva e Mira-Sintra, as localidades de Meleças e Tala na freguesia de Queluz e Belas, a localidade da Rinchoa na freguesia de Rio de Mouro, e a localidade do Recoveiro na freguesia de Algueirão - Mem Martins.[carece de fontes?]

### Infraestrutura
Em dados de Janeiro de 2011, contava com quatro vias de circulação, com comprimentos entre os 234 e 325 m; as plataformas apresentavam 234 a 325 m de extensão, tendo todas 90 cm de altura.

### Serviços
Esta estação é servida por comboios de passageiros urbanos (Linha de Sintra), regionais e inter-regionais (Linha do Oeste) da CP com destino às estações das Caldas da Rainha, Figueira da Foz, Leiria, Rossio e Santa Apolónia.

## História
Esta estação situa-se no troço da Linha do Oeste entre Agualva-Cacém e Torres Vedras, que entrou ao serviço em 21 de Maio de 1887, pela Companhia Real dos Caminhos de Ferro Portugueses, mas foi criada apenas no século XXI, sendo até então as interfaces ferroviária contíguas a este ponto da via o apeadeiro de Meleças, ao PK 21+1, e a estação de Agualva-Cacém, ao PK 17+343.
Já em 1952 uma comissão da Câmara Municipal de Sintra se tinha reunido com o Ministro das Comunicações, de forma a pedir vários melhoramentos nos caminhos de ferro, incluindo a criação de um apeadeiro junto à bifurcação das linhas de Sintra e do Oeste, para melhor servir Meleças e outras localidades.
Porém, a instalação desta interface só começou a ser planeada na década de 1990, como parte de um programa da empresa Caminhos de Ferro Portugueses para modernizar a rede ferroviária suburbana de Lisboa, que incluía a duplicação da Linha do Oeste até uma nova estação estação semi-terminal em Meleças, obras que deveriam ter sido concluídas em 1999. No entanto, esta interface só foi concluída em 2004, tendo sido inaugurada em 29 de Novembro desse ano.